# Туглуктимуриды
Туглуктимуриды — чингизиды, происходящие из ветви чагатаидов, потомки Туглук-Тимур-хана, провозглашенного в 1347/1348 году в городе Аксу первым ханом Могулистана, возникшего при распаде Чагатайского улуса.

## Общие сведения
Согласно одним источникам (Муизз ал-аснаб, Зафар-наме Йазди, Шаджарат ал-атрак), Туглук-Тимур-хан был сыном Эмил-Ходжи, сына Дувы, сына Барака, сына Йисун-Дувы, сына Мутугена, сына Чагатая, однако, по другим сведениям (Бабур-наме, Тарих-и Рашиди), он был сыном Эсен-Буки, другого сына Дува-хана. Последняя версия представляется маловероятной поскольку к моменту рождения Туглук-Тимур-хана в 1329/1330 году Эсен-Бука уже около десяти лет как был мёртв. Обе версии отчасти примиряет Махмуд бен Эмир-Вали, который в «Бахр ал-асрар» пишет, что Эмил-Ходжа был известен как Исан Буга (Эсен-Бука).
В 1514 году в период упадка государства туглуктимуридов один из представителей династии, Султан Саид-хан, вернул территории дуглатского эмирата Манглай-Субе под управление чагатаидов и выбрав своей столицей город Яркенд, в 1516 году заключил мир со своим братом Мансуром, в то время правившим в восточной части Могульского ханства в Турфане. В 70-х годах XVI века, внук Султан Саид-хана Абд ал-Карим-хан присоединил к своему государству Турфан, тем самым воссоединив земли туглуктимуридов. Однако единство ханства длилось недолго, поскольку уже в 1596 году Турфанский округ выделился из состава Могульского ханства во главе с младшим братом Абд ал-Карим-хана Абд ар-Рахим-ханом. Единство ханства было вновь восстановлено в 1638 году, когда сын Абд ар-Рахим-хана Абдаллах-хан, завоевав Кашгар и Яркенд, был провозглашен ханом Могульского ханства.
Последним известным представителем династии туглуктимуридов являлся Максуд Шах или Максуд-хан (1882—1930) (уйг. ماغسۇد خان) — последний хан полуавтономного Кумульского ханства, его предки по мужской линии восходят к Абд ар-Рахим Хану — хану восточной части Могульского ханства или Уйгуристана.
О своём происхождении Максуд-хан говорил следующее:
"Мой род изначально восходит к белоголовым мусульманам, которые по большей части были потомками уйгуров и мусульман".

## Ханы и улусбеги Могульского ханства
Начиная со времени Туглук-Тимур-хана в Могульском ханстве фактически существовало двоевластие. Потомки Чингизхана из ветви Чагатая, коеми являлись туглуктимуриды носили титулы "ханов", тогда как кашгарские эмиры из племени дуглат являлись "улусбегами". До 1514 года фактическая власть ханов распространялась на степи региона Могулистана и оазисы Уйгуристана (Турфан, Чалыш, Бешбалик и Кумул), тогда как территория известная как Манглай-Субе, куда входили такие города как Кашгар, Яркенд, Хотан, Узген, Аксу, Уч, Янгихисар и Ош, находилась под управлением кашгарских дуглатов, которые лишь номинально являлись вассалами туглуктимуридов.
После смерти Ильяс ходжи в 1368 году, эмиру Камар ад-Дин Дуглату удалось узурпировать власть в улусе объявив себя ханом, что вызвало волнение в среде ханства, однако тот управлял ханством вплоть до своей смерти в 1392 году. После смерти Камар ад-Дина, верховный эмир кашгарских дуглатов эмир Худайдад ставил на трон ханства ещё шесть представителей из потомков Туглук Тимура, первым из которых был Хизр-Ходжа, а последним Увайс-хан.
В 1429 в Могульском ханстве произошёл раскол. Часть могулов, в восточной части ханства поддержала младшего сына Увайс-хана — Эсен Бугу, другая старшего Йунуса правившего на западе. На определённой период Йунус-хану удалось восстановить единство ханства, однако в 1485 году его второй сын Султан Ахмад-хан I известный как Алача-хан, стал независимым ханом Восточного Могулистана который включал в свой состав такие города как Аксу, Комул и Турфан, а также прилегающие к ним степные районы. После смерти Йунус-хана в 1487 году, ханом Западного Могулистана стал его старший сын Султан Махмуд-хан I известный как Ханике-хан. Согласно Бабуру Ханике-хан был известен также как "Старший хан" (чаг. Улуғ-хан), а Алача-хан как "Младший хан" (чаг. Кичик-хан).
В 1503-м после битвы при Ахси, произошедшей между могулами и узбеками Мухаммеда Шейбани туглуктимуриды потерпели поражения и потеряли территории Западного Могулистана вместе с Ташкентом.
В 1514 году Султан Саид-хан захватил дуглатский эмират в Кашгарии и выбрал своей столицей город Яркенд. В Турфане в этом время правил Мансур-хан. В свою очередь Султан Саид-хан признавал номинальное "старшинство" своего брата Мансура. В периоды 70-90-х гг. XVI века и 40-60-х гг. XVII века Могульское ханство находилось в единоличном управлении яркендской линии туглуктимирудов.
В 1680 году Могульское ханство попали в вассальную зависимость от джунгар, а затем и Империи Цин, в составе которой города Уйгуристана получили автономный статус вплоть до XX-го века.
1696 году, со смертью Акбаш-хана завершилось правление туглуктимуридов в Кашгарии которая перешла в руки белогорских ходжей.
Последним известным представителем из династии туглутимуридов являлся комульский хан Максуд-шах.
| Ханы Моголистана в период с 1347 по 1487                              | Ханы Моголистана в период с 1347 по 1487 | Ханы Моголистана в период с 1347 по 1487 |
| --------------------------------------------------------------------- | ---------------------------------------- | ---------------------------------------- |
| Туглук Тимур 1347 – 1363                                              |                                          |                                          |
| Ильяс-Ходжа-хан 1363 – 1366                                           |                                          |                                          |
| Камар ад-Дин 1366 – 1392                                              |                                          |                                          |
| Хизр-Ходжа-хан 1392 – 1399                                            |                                          |                                          |
| Шам-и Джахан-хан 1399 – 1408                                          |                                          |                                          |
| Мухаммад-хан I 1408 – 1416                                            |                                          |                                          |
| Накш-и Джахан-хан 1416 – 1418                                         |                                          |                                          |
| Султан-Увайс-хан 1418 – 1421 Первое правление                         |                                          |                                          |
| Шир Мухаммад-хан 1421 – 1425                                          |                                          |                                          |
| Султан-Увайс-хан 1425 – 1429 Второе правление                         |                                          |                                          |
| Эсен Буга-хан 1429 – 1456                                             |                                          |                                          |
| Раскол Могульского ханства на сторонников Йунус-хана и Эсен Буги-хана |                                          |                                          |

- Зелёным цветом отмечены узурпаторы.

| Ханы Западного и Восточного Могулистана с 1456 по 1504                                  | Ханы Западного и Восточного Могулистана с 1456 по 1504 | Ханы Западного и Восточного Могулистана с 1456 по 1504 | Ханы Западного и Восточного Могулистана с 1456 по 1504 |                                          |                                          |
| Ханы Западного Могулистана (Улуг-ханы)                                                  | Ханы Западного Могулистана (Улуг-ханы)                 | Ханы Западного Могулистана (Улуг-ханы)                 | Ханы Восточного Могулистана (Кичик-ханы)               | Ханы Восточного Могулистана (Кичик-ханы) | Ханы Восточного Могулистана (Кичик-ханы) |
| --------------------------------------------------------------------------------------- | ------------------------------------------------------ | ------------------------------------------------------ | ------------------------------------------------------ | ---------------------------------------- | ---------------------------------------- |
| Йунус-хан 1456 – 1469                                                                   | Йунус-хан 1456 – 1469                                  | Йунус-хан 1456 – 1469                                  | Эсен Буга-хан 1456 – 1462                              | Эсен Буга-хан 1456 – 1462                | Эсен Буга-хан 1456 – 1462                |
| Йунус-хан 1456 – 1469                                                                   | Йунус-хан 1456 – 1469                                  | Йунус-хан 1456 – 1469                                  | Дуст Мухаммад-хан 1462 – 1468                          |                                          |                                          |
| Йунус-хан 1456 – 1469                                                                   | Йунус-хан 1456 – 1469                                  | Йунус-хан 1456 – 1469                                  | Кебек-Султан-оглан 1468 – 1469                         |                                          |                                          |
| Йунус-хан 1469 – 1485                                                                   |                                                        |                                                        |                                                        |                                          |                                          |
| Йунус-хан 1485 – 1487                                                                   | Йунус-хан 1485 – 1487                                  | Йунус-хан 1485 – 1487                                  | Султан-Ахмад-хан I 1485 – 1504                         | Султан-Ахмад-хан I 1485 – 1504           |                                          |
| Султан-Махмуд-хан I 1487 – 1503                                                         |                                                        |                                                        | Султан-Ахмад-хан I 1485 – 1504                         | Султан-Ахмад-хан I 1485 – 1504           |                                          |
| Потеря могулами территории Западного Могулистана и изгнание Мирзы Абу Бакра из Кашгарии |                                                        |                                                        |                                                        |                                          |                                          |

- Зелёным цветом отмечен единый хан Западного и Восточного Могулистана.

| Ханы Яркенда из династии туглуктимуридов с 1514 по 1696 | Ханы Яркенда из династии туглуктимуридов с 1514 по 1696 | Ханы Яркенда из династии туглуктимуридов с 1514 по 1696 | Ханы Яркенда из династии туглуктимуридов с 1514 по 1696 |
| --- | ------------------------------------------------------- | ------------------------------------------------------- | ------------------------------------------------------- |
| Султан Саид-хан 1514 – 1533 |                                                         |                                                         |                                                         |
| Абд ар-Рашид-хан 1533 – 1559 |                                                         |                                                         |                                                         |
| Абд ал-Карим-хан 1559 – 1591 |                                                         |                                                         |                                                         |
| Мухаммад-хан III 1591 – 1610 |                                                         |                                                         |                                                         |
| Шуджа ад-Дин Ахмад-хан 1610 – 1618 |                                                         |                                                         |                                                         |
| Курайш-хан II 1618 |                                                         |                                                         |                                                         |
| Абд ал-Латиф-хан I 1618 – 1630 |                                                         |                                                         |                                                         |
| Султан-Ахмад-хан II 1630 – 1632 |                                                         |                                                         |                                                         |
| Султан-Махмуд-хан II 1632 – 1635 |                                                         |                                                         |                                                         |
| Султан-Ахмад-хан II 1635 – 1638 |                                                         |                                                         |                                                         |
| Абдаллах-хан 1638 – 1668 |                                                         |                                                         |                                                         |
| Йулбарс-хан 1668 – 1669 |                                                         |                                                         |                                                         |
| Абд ал-Латиф-хан II 1669 – 1670 |                                                         |                                                         |                                                         |
| Исмаил-хан 1670 – 1678 |                                                         |                                                         |                                                         |
| Абд ар-Рашид-хан II 1678 – 1682 |                                                         |                                                         |                                                         |
| Мухаммад Амин-хан 1682 – 1694 |                                                         |                                                         |                                                         |
| Мухаммад Мумин-хан 1694 – 1696 |                                                         |                                                         |                                                         |
| Примерно в 1680 году, яркендские ханы становятся вассалами джунгар, а в 1696 году после смерти Акбаш-хана происходит окончательное свержение династии туглутимуридов в Яркенде |                                                         |                                                         |                                                         |

- Зелёным цветом отмечен единый хан Могульского ханства (Яркенда и Турфана).

| Ханы Турфана из династии туглуктимуридов с 1504 по 1680                                                                      | Ханы Турфана из династии туглуктимуридов с 1504 по 1680 | Ханы Турфана из династии туглуктимуридов с 1504 по 1680 | Ханы Турфана из династии туглуктимуридов с 1504 по 1680 |
| --- | ------------------------------------------------------- | ------------------------------------------------------- | ------------------------------------------------------- |
| Мансур-хан 1504 – 1544 |                                                         |                                                         |                                                         |
| Шах-хан 1544 – 1570 |                                                         |                                                         |                                                         |
| Абд ал-Карим-хан 1570 – 1591                                                                                                 |                                                         |                                                         |                                                         |
| Мухаммад-хан III 1591 – 1596                                                                                                 |                                                         |                                                         |                                                         |
| Абд ар-Рахим-хан 1596 – 1638                                                                                                 |                                                         |                                                         |                                                         |
| Абдаллах-хан 1638 – 1668 |                                                         |                                                         |                                                         |
| Султан Саид Баба-хан 1668 – 1680                                                                                             |                                                         |                                                         |                                                         |
| Абд ар-Рашид-хан II 1680 – 1682                                                                                              |                                                         |                                                         |                                                         |
| В 1680-х годах XVII века случился переход городов Уйгуристана (Турфана, Чалыша и Комула) под вассалитет Джунгарского ханства |                                                         |                                                         |                                                         |

- Зелёным цветом отмечен единый хан Могульского ханства (Яркенда и Турфана).

#### Улусбеги (эмиры)Кашгариииз племенидуглат
| Улусбеги в период с 1347 по 1514                          | Улусбеги в период с 1347 по 1514 | Улусбеги в период с 1347 по 1514 |
| --------------------------------------------------------- | -------------------------------- | -------------------------------- |
| Эмир Буладжи 1347 – 1363                                  |                                  |                                  |
| Камар ад-Дин 1363 – 1392                                  |                                  |                                  |
| Эмир Худайдад 1392 – 1435                                 |                                  |                                  |
| Эмир Сайид Али 1435 – 1457                                |                                  |                                  |
| Саниз Мирза 1457 – 1464                                   |                                  |                                  |
| Мухаммад Хайдар Мирза 1464 – 1480                         |                                  |                                  |
| Мирза Абу Бакр Дуглат 1469 – 1514                         |                                  |                                  |
| В 1514 году Мирза Абу Бакр был свергнут Султан Саид-ханом |                                  |                                  |

- Зелёным цветом отмечены полностью независимые от туглуктимуридов эмиры.

## Гробницы Яркендских ханов и членов их семей

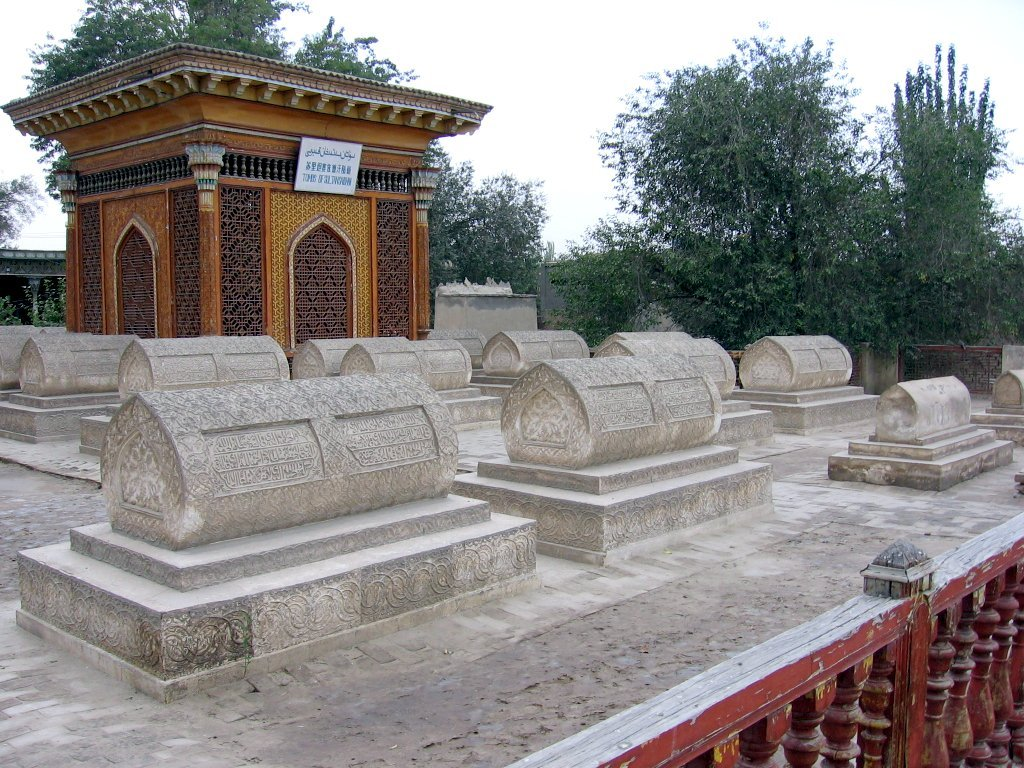
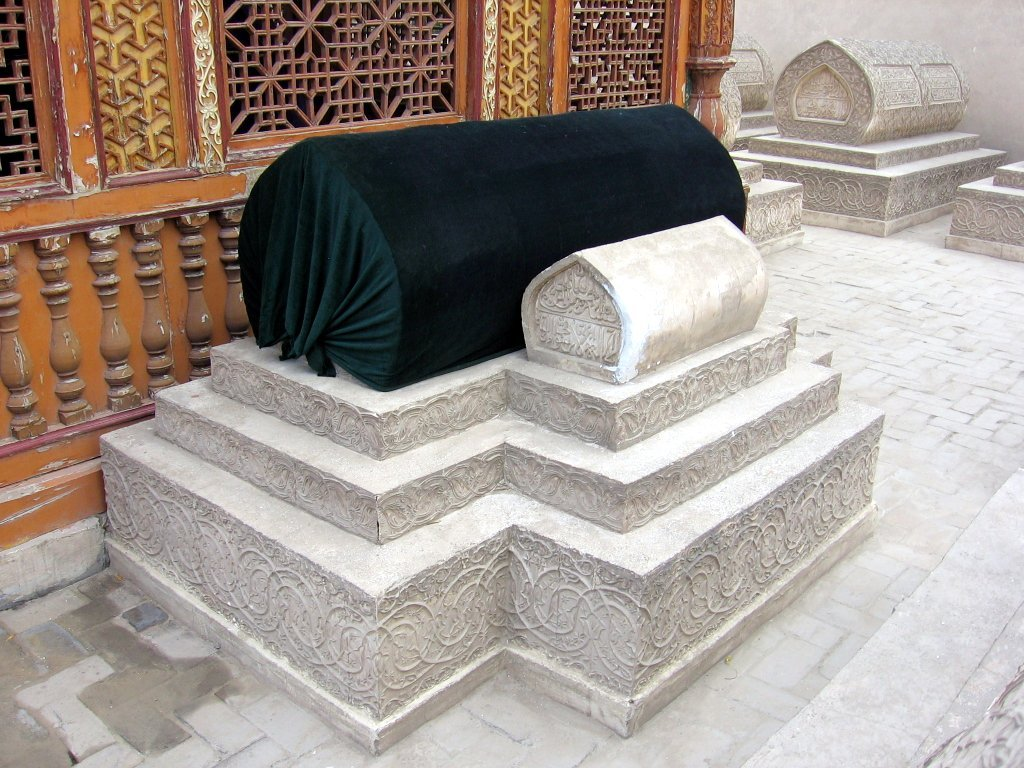
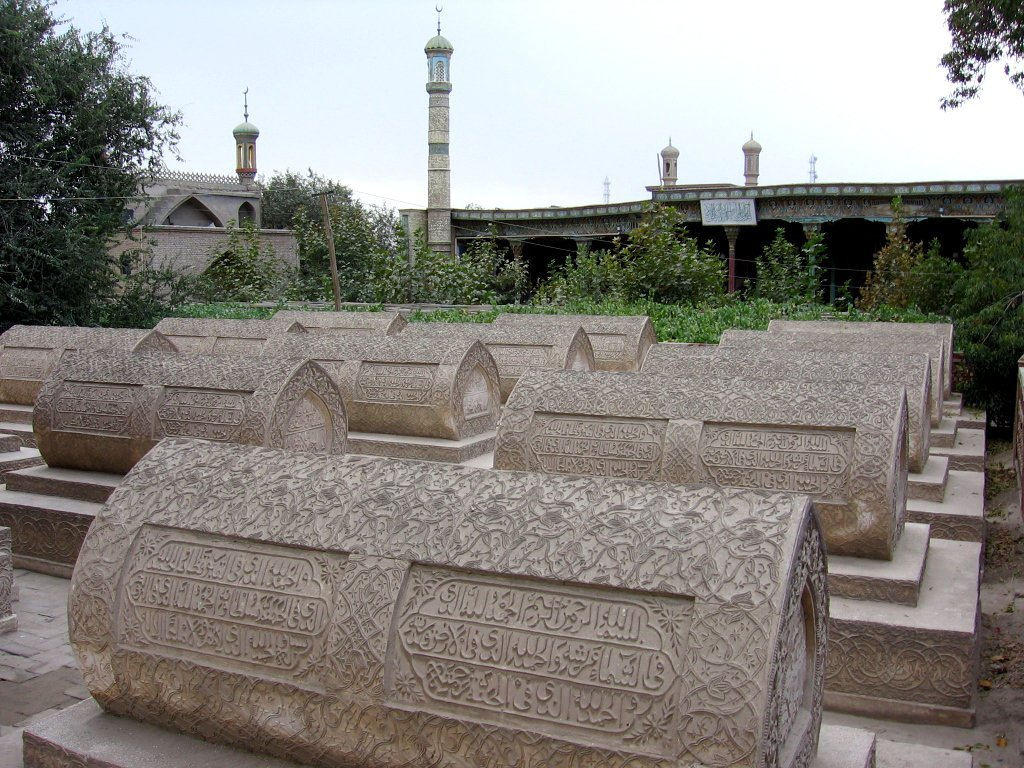
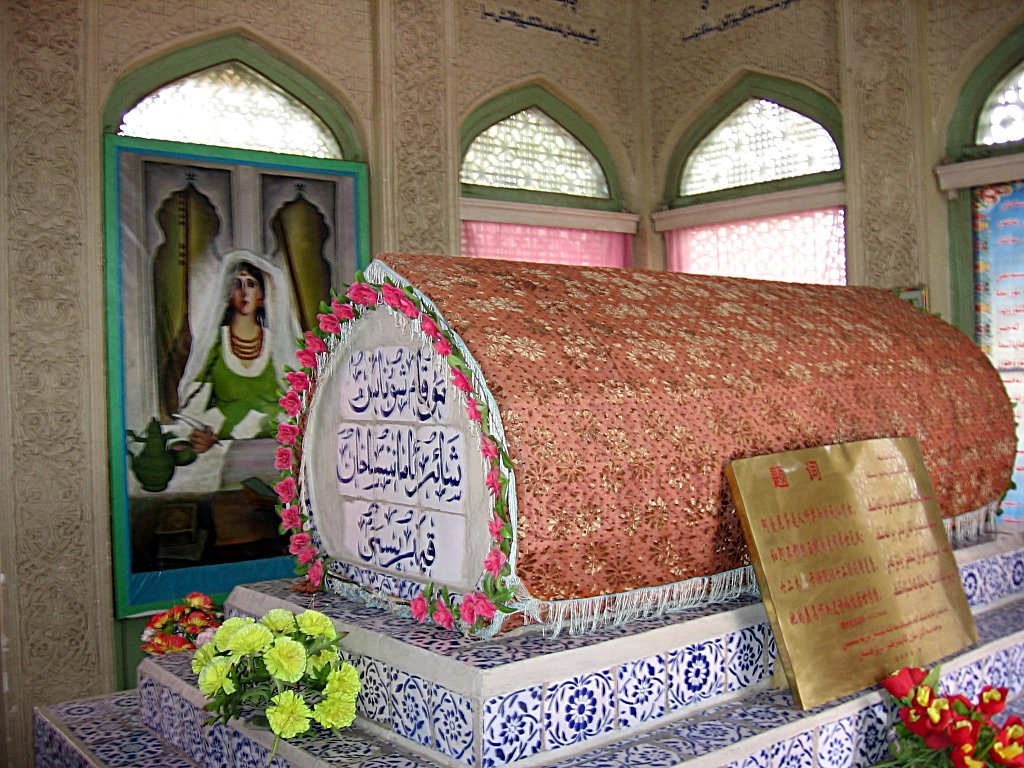
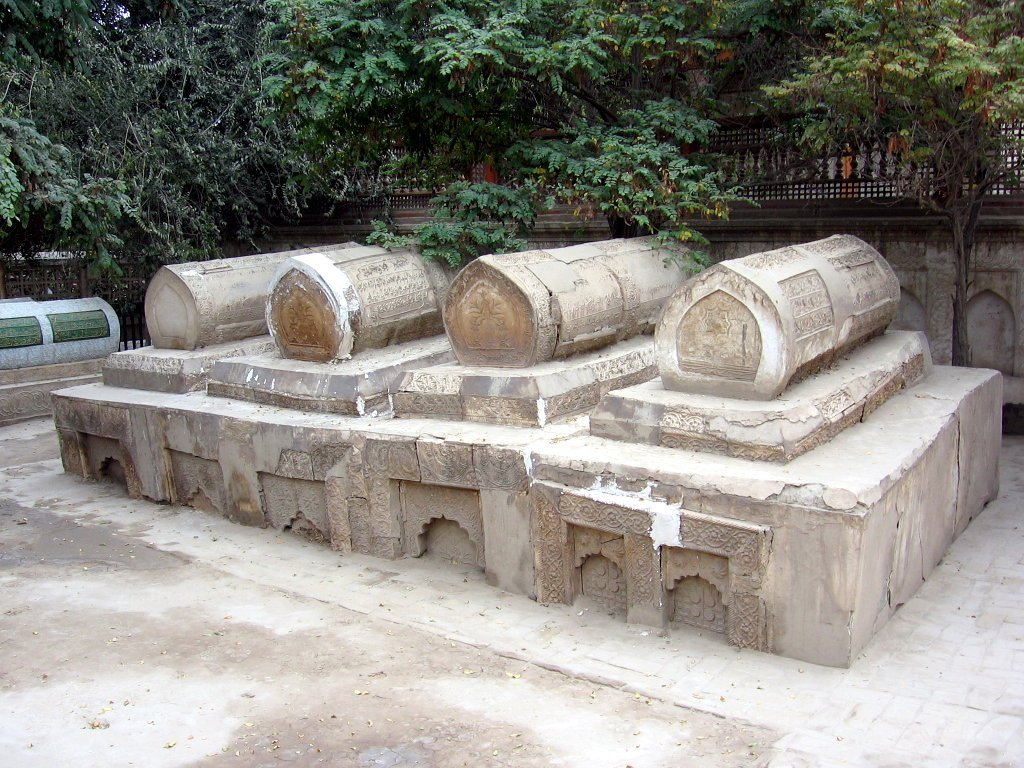
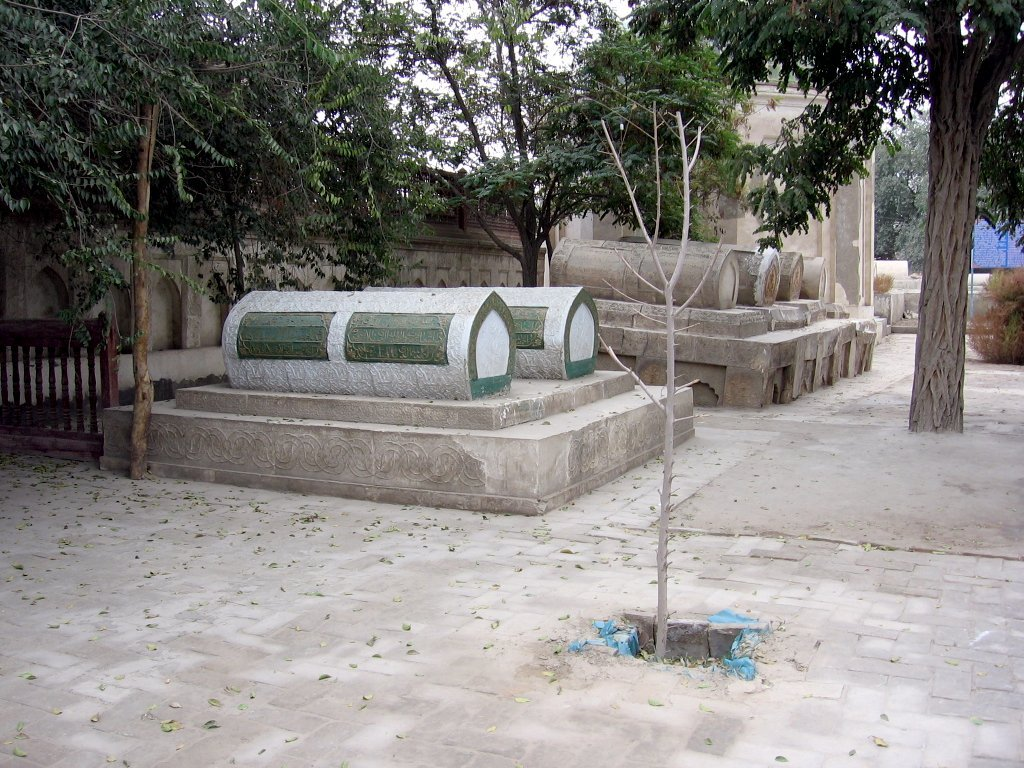
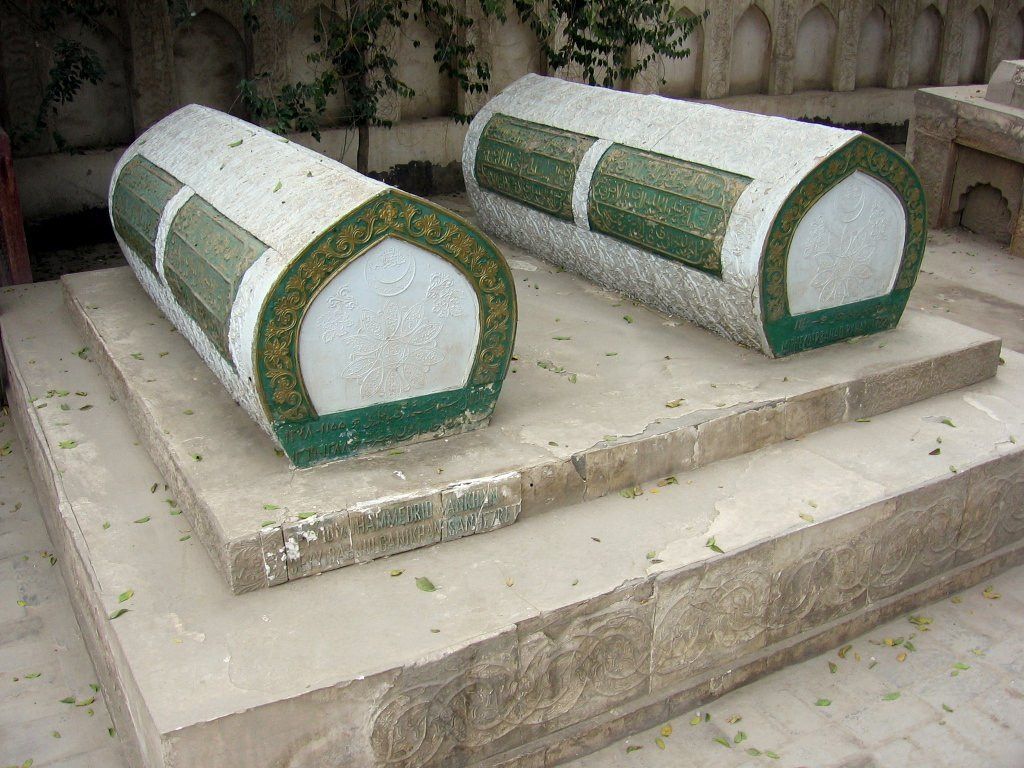
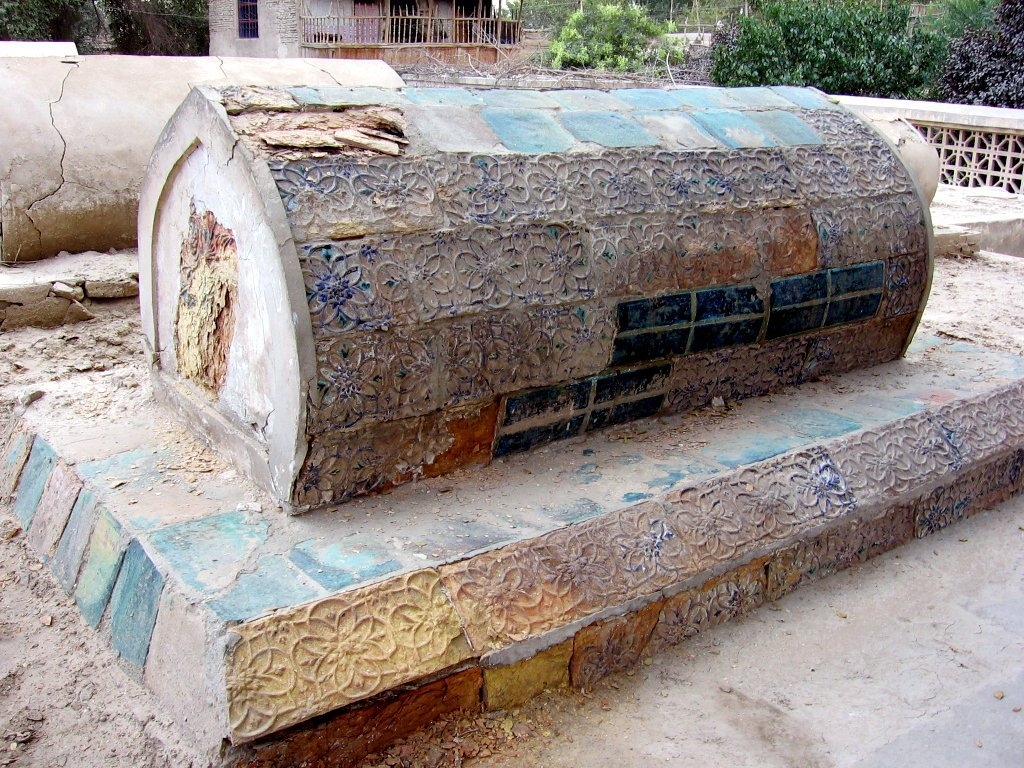
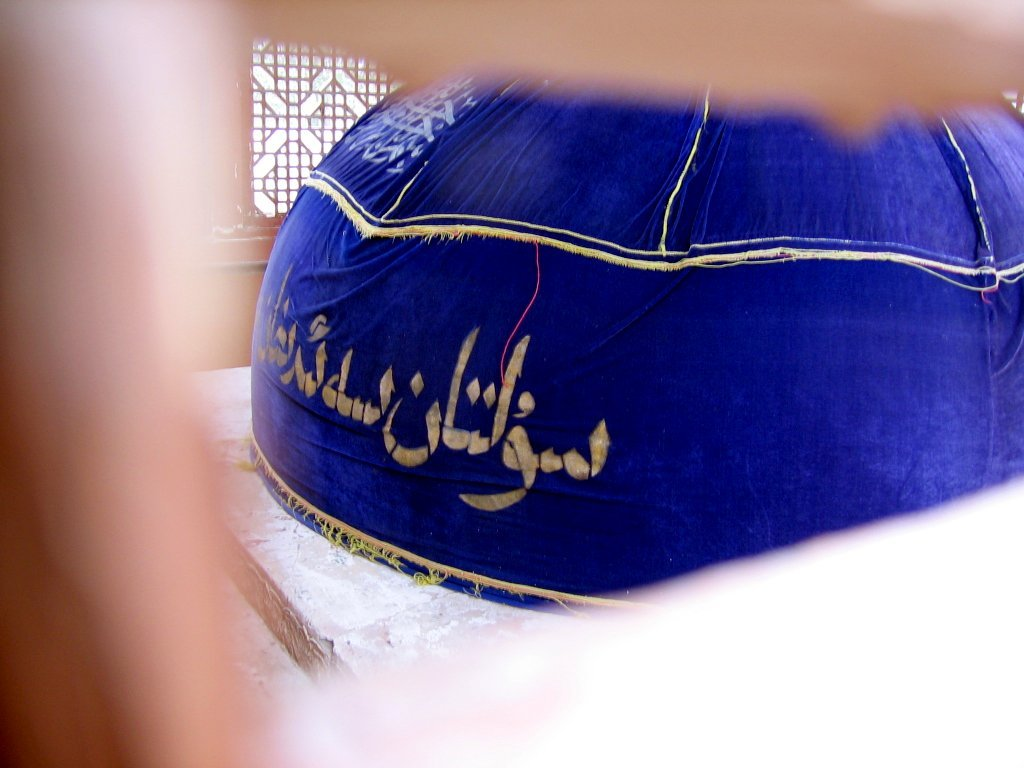
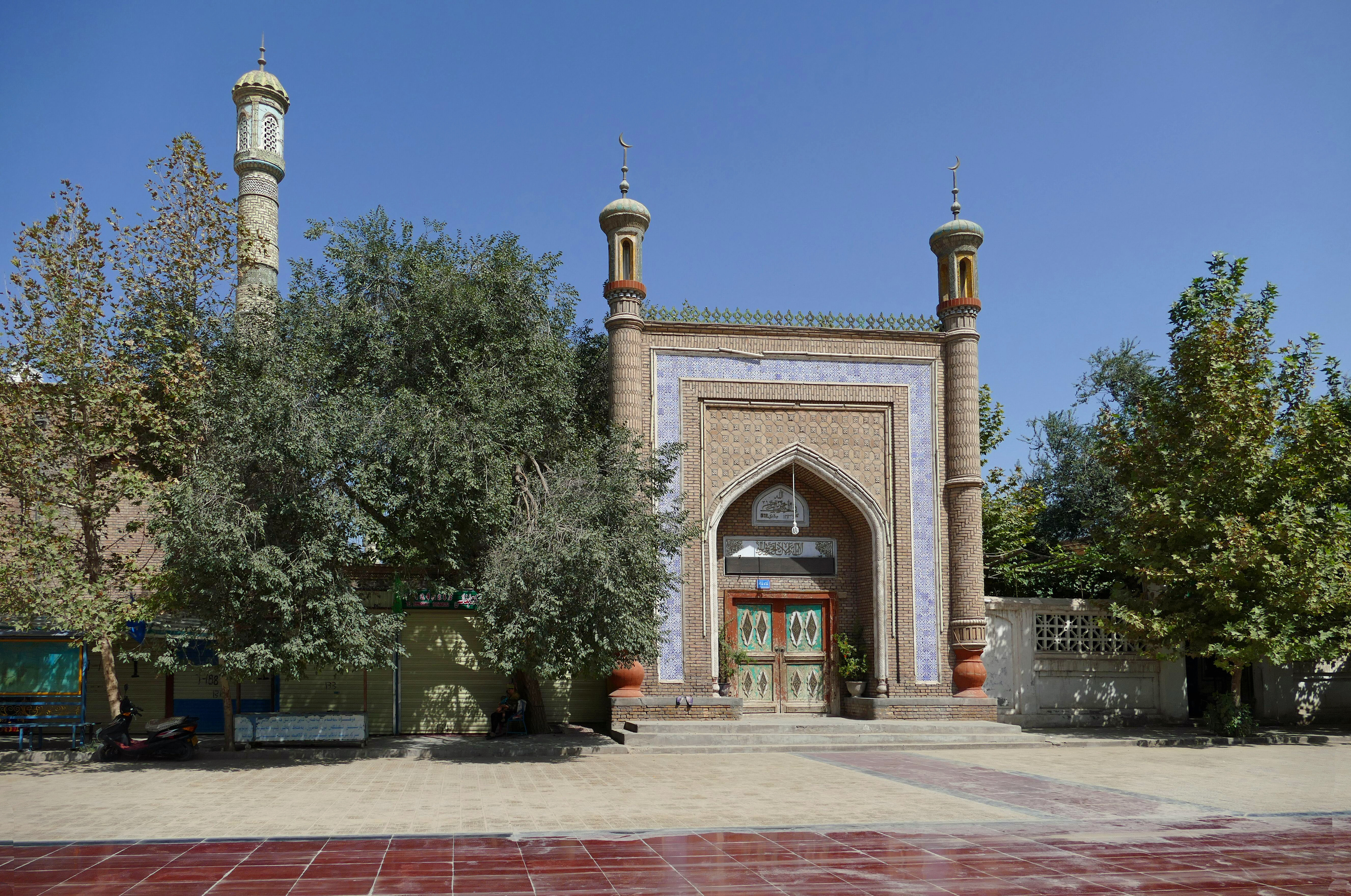
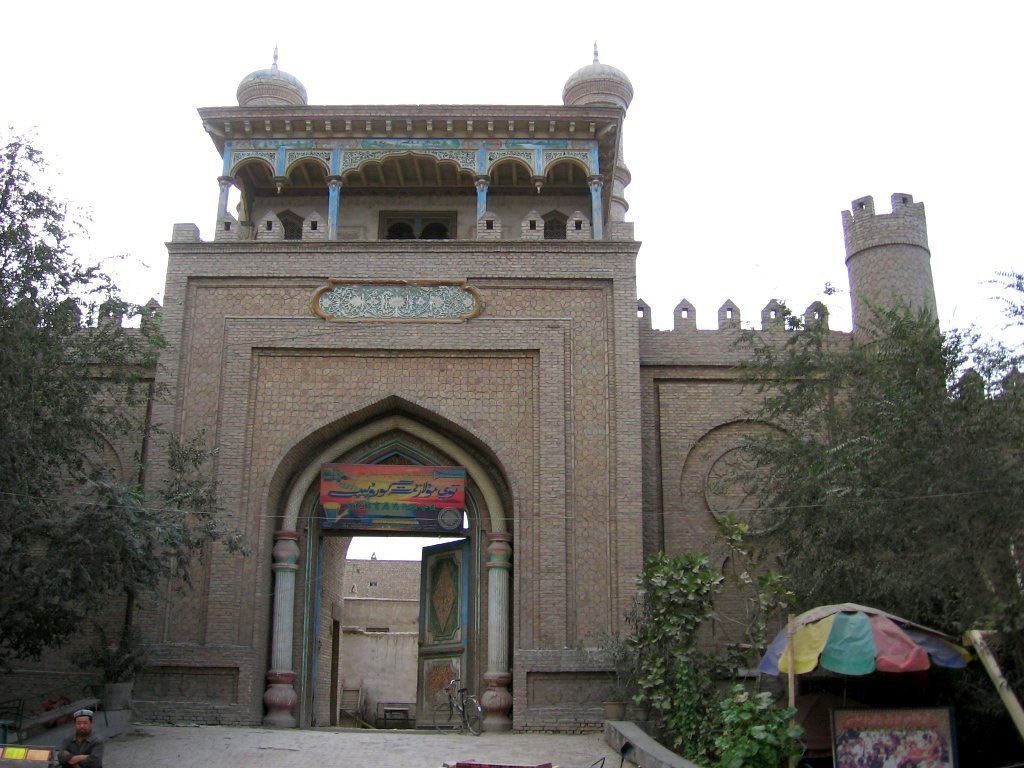